# Монки Кид
„Монки Кид“ (на английски: Lego Monkie Kid) е анимационен сериал, който е вдъхновен едноименната митична фигура и е продуциран от Flying Bark Productions. Премиерата на сериала е по TV3 в Малайзия на 13 септември 2020 г., по-късно дебютира по Channel 9 в Австралия на 13 март 2021 г. и по CITV във Великобритания на 9 май 2022 г.

## В България
В България сериалът е излъчен на 5 декември 2022 г. по Картун Нетуърк.

### Нахсинхронен дублаж
| Роля                 | Изпълнител                                          |
| -------------------- | --------------------------------------------------- |
| Ем-Ка                | Кристиян Върбановски                                |
| Ем-Ка                | Владимир Зомбори (в средата на втори сезон до края) |
| Пигси                | Димитър Ангелов                                     |
| Мей                  | Августина-Калина Петкова                            |
| Кралят на бика демон | Георги Иванов                                       |
| Санди                | Петър Бонев                                         |
| Мо                   | Ралица Стоянова                                     |
| Танг                 | Георги Стоянов                                      |
| Краля на маймуните   | Виктор Иванов                                       |
| Червеният син        | Константин Лунгов                                   |
| Макак                | Константин Лунгов                                   |
| Други гласове        | Анатолий Божинов                                    |
| Други гласове        | Георги Стоянов                                      |
| Други гласове        | Константин Лунгов                                   |
| Други гласове        | Ралица Стоянова                                     |

| Обработка           | Александра Аудио |
| ------------------- | ---------------- |
| Режисьор на дублажа | Анатолий Божинов |
| Преводач            | Силвия Вълкова   |